# Rynie Wolters
Reinder Albertus "Rynie" Wolters (Nieuweschans, 17 maart 1842 - Newark, 3 januari 1917) was een Nederlands honkballer.
Wolters was een Groningse immigrantenzoon die met zijn ouders naar Amerika was verhuisd. Hij was een rechtshandig werper en rechtsvelder en tevens de eerste Nederlander die uitkwam in de Amerikaanse Major League. Hij was 1 meter 85 lang (en woog 75 kilo), wat voor die tijd een lengte was die buitengewoon was binnen het honkbal. Wolters speelde van 18 mei 1871 tot 28 april 1873 voor achtereenvolgens de New York Mutuals, de Cleveland Forest Citys en de Elizabeth Resolutes. In zijn eerste jaar speelde hij zijn beste honkbal. Hij pitchte 283 innings en had een ERA van 3.43. Zijn tweede jaar bij de Forest Citys ging minder. Hij kreeg minder pitchingbeurten en had een hogere ERA. In zijn derde seizoen speelde hij maar een complete wedstrijd waar hij 23 runs moest toestaan. Wolters was tevens een goede slagman met een hoog slaggemiddelde van .318. Hij werd begraven op de Woodland Cemetery in Newark in New Jersey.